# Energia nuclear na Suécia
Em 2018 a Suécia dispunha de três centrais nucleares:

- Central nuclear de Ringhals – quatro reatores
- Central nuclear de Forsmark – três reatores
- Central nuclear de Oskarshamn – um reator

Em 2013, o país tinha três centrais nucleares, com dez reatores: 
A central nuclear de Ringhals (quatro reatores), a central nuclear de Forsmark (três reatores) e a central nuclear de Oskarshamn (três reatores).

Em 2015, a energia nuclear na Suécia era responsável pela produção de 34% da eletricidade produzida no país.

Em 1999 e 2005 foram encerrados os dois reatores da Central Nuclear de Barsebäck, construída em 1975.

## Galeria

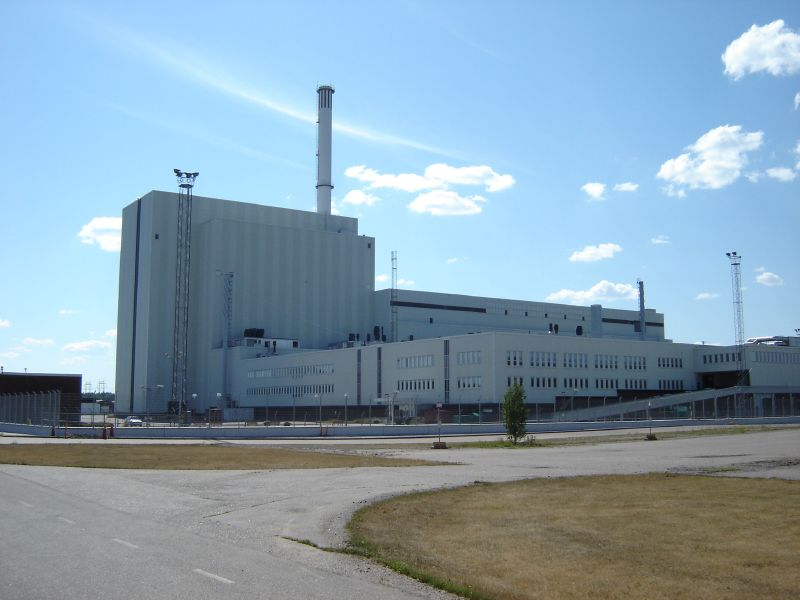
Central nuclear de Forsmark
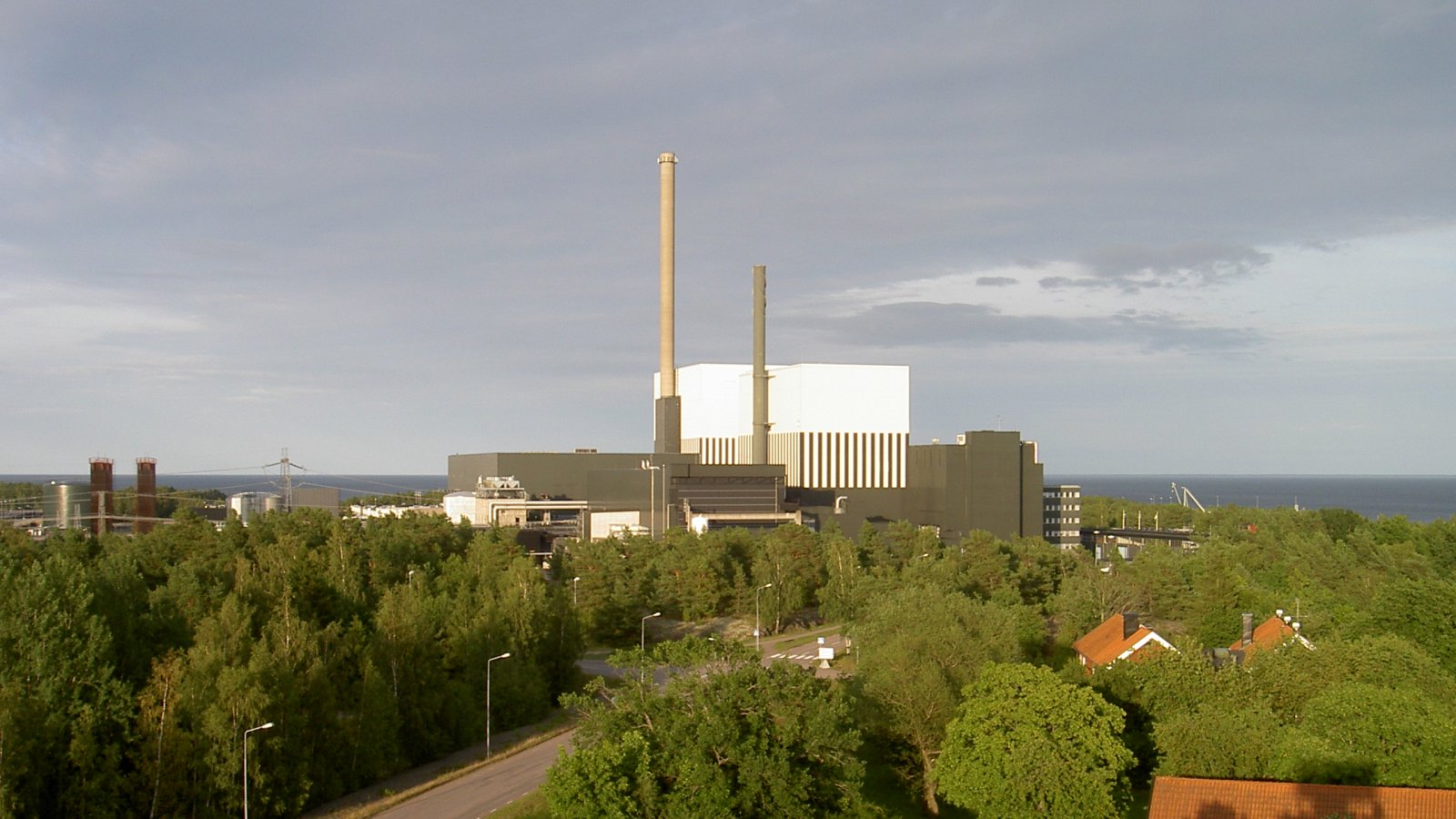
Central nuclear de Oskarshamn
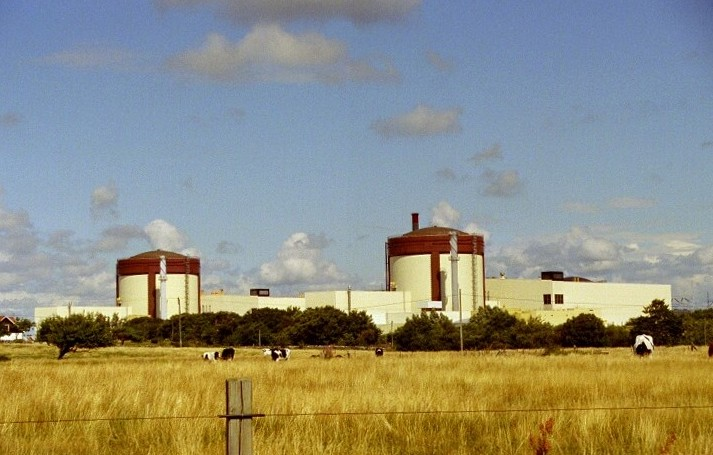
Central nuclear de Ringhals
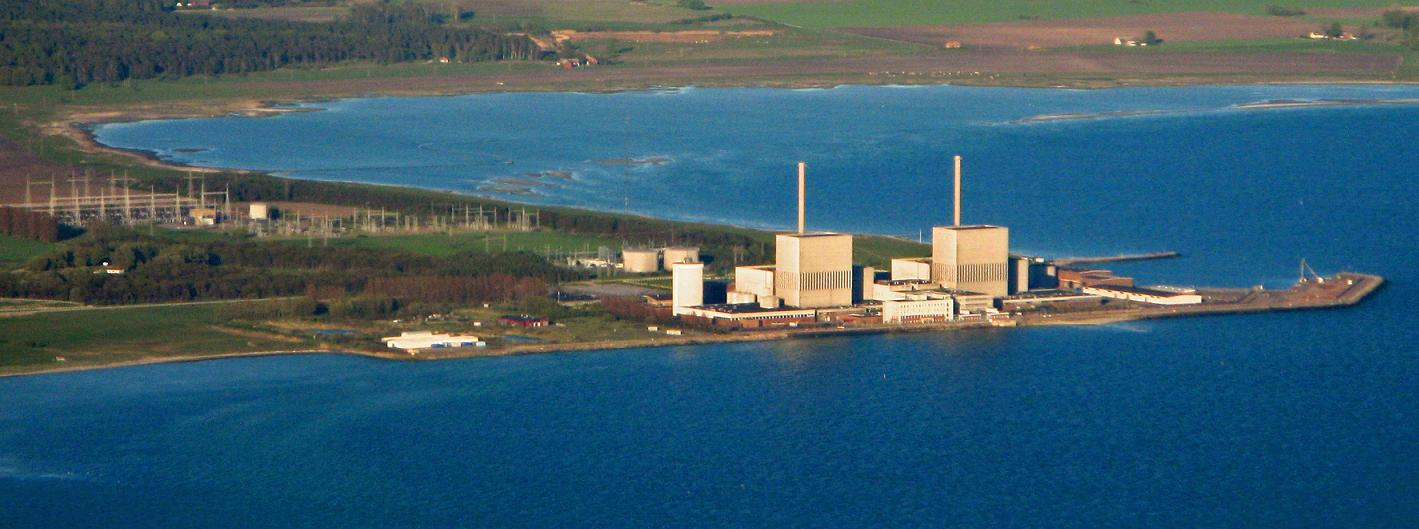
Central nuclear de Barsebäck (encerrada em 2005)

## Outras fontes
- «Nuclear Share of Electricity Generation in 2012» (em inglês). IAEA. Consultado em 25 de maio de 2013